# Hertog Jan (restaurant)
Hertog Jan is een Belgisch restaurant, eigendom van chef-kok Gert De Mangeleer en maître-sommelier Joachim Boudens. Het was van 2005 tot begin 2014 gevestigd in Sint-Michiels, een deelgemeente van de Belgische stad Brugge en van juli 2014 tot december 2018 in Zedelgem. Het restaurant had van 2012 tot 2018 drie Michelinsterren. In oktober 2021 heropende het restaurant als Hertog Jan at Botanic in het Antwerps vijfsterrenhotel Botanic Sanctuary Antwerp. Met de Michelingids 2022 verkreeg het restaurant terug twee Michelinsterren.

## Geschiedenis
In 1992 werd Hertog Jan langs de Torhoutsesteenweg in Sint-Michiels geopend door Guido Francque, het toenmalige concept was een brasserie, waar eenvoudige gerechten werden geserveerd, maar met een bijzondere wijnkaart. Met uitzondering van een paar onbekende Franse flessen, stonden er enkel nieuwe wereldwijnen op. In 2002 begon de verbouwing van het restaurant. Gert De Mangeleer en Joachim Boudens werden aangeworven. In 2005 namen De Mangeleer en Boudens de zaak van Francque over. De nieuwe eigenaars investeerden in een nieuw interieur dat zij beter vonden passen bij de moderne kookstijl van het restaurant. Op 13 januari 2018 kondigden de eigenaren aan dat het restaurant op 22 december van dat jaar gaat sluiten.

## Erkenningen
De Mangeleer verwierf de Gouden Garde in de Knack Restaurantgids 2005-2006 als Meest Inventieve Kok. Sommelier Joachim Boudens werd in 2004-2005 bekroond als de beste sommelier van België en Sommelier of the year 2011.
In de Michelingids voor 2007 kreeg het restaurant een eerste Michelinster, in die voor 2010 een tweede ster en in die voor 2012 een derde, wat van Hertog Jan voor die tijd een van de drie Belgische driesterrenrestaurants maakte, naast De Karmeliet en het Hof van Cleve.
In 2010 steeg het restaurant van 17/20 naar 18/20 in de GaultMillau. In de gids voor 2013 en voor 2014 behaalde Hertog Jan 18,5/20.
In december 2010 lanceerde restaurant Hertog Jan zijn eerste boek: Marchand du Sel, een culinair-artistiek boek eerder dan een kookboek.

## Het pand in Sint-Andries
Hertog Jan was gelokaliseerd in een landelijke villa op de Torhoutsesteenweg in Sint-Michiels. Het huis werd gebouwd in het begin van de 20e eeuw; de inrichting van het pand was modern. Opvallend was de open keuken waar het kookproces gevolgd kon worden.
Eind februari 2014 sloot het restaurant en werd, in afwachting van het verhuizen, van maart tot einde juni een pop-up-restaurant, genaamd 'Yellow', geopend in een gerestaureerd pand op de Vismarkt in Brugge.

## Het pand in Loppem-Zedelgem
Eind 2010 kocht het duo De Mangeleer-Boudens de hoeve 'De Pleyne' aan, langs de Loppemstraat in Zedelgem, met een terrein waar groenten en fruit voor het restaurant worden geteeld.
De hoeve (voornamelijk de schuur) werd verbouwd en uitgebreid, zodat in 2014 ook het restaurant daarheen kon verhuizen. De opening gebeurde op dinsdag 22 juli 2014.
Op zaterdag 13 januari 2018 kondigden chef Gert De Mangeleer en sommelier Joachim Boudens de nakende sluiting aan van het restaurant in Zedelgem tegen 22 december 2018. Het tweetal wenste "op een toppunt in onze carrière te stoppen".

## Nieuwe projecten
Om meer vrijheid in hun agenda te krijgen wordt in de plaats van het sterrenrestaurant een bistro voorzien volgens het concept ‘L.E.S.S. by Hertog Jan’ (L.E.S.S. voor ‘Love. Eat. Share. Smile.’) en een organisatie voor gastronomie ‘M.O.R.E. by Hertog Jan’.
In de zomer van 2019 lanceerden Gert De Mangeleer en Joachim Boudens een zomerse tijdelijk pop-up Bar Bulot, met een kaart met uitsluitend gerechten op basis van vis, schelp- en schaaldieren. Het concept was gebaseerd op traditionele bistro's aan de Franse Opaalkust. De tijdelijke brasserie ging over in een permanente restaurantuitbating geleid door gastheer Maxime Depreitere in Brugge.  De kaart werd ook aangevuld met vleesgerechten. Bar Bulot Brugge ontving met de uitgave van de Michelingids 2021 een Michelinster en werd brasserie van het jaar 2021 volgens GaultMillau. Sinds de zomer van 2021 werd ook een Bar Bulot in Antwerpen geopend, met chef Koen Gussenhoven en restaurantmanager Elske Mostert.

## Het pand in Antwerpen
Op 5 oktober 2021 heropende het restaurant Hertog Jan als Hertog Jan at Botanic. Het werd - naast onder meer Bar Bulot - een van de vier restaurants in het Antwerps vijfsterrenhotel Botanic Sanctuary Antwerp, sinds juli 2021 gevestigd in het voormalig klooster van het Sint-Elisabethgasthuis aan de Antwerpse Botaniek.
Bij de aankondiging van de Michelingids 2022 op 23 mei 2022 kreeg Hertog Jan at Botanic twee Michelinsterren.

## Publicaties
- Marchand du sel. [Z.p., 2010]. (350 genummerde en door De Mangeleer en Boudens gesigneerde exemplaren)
- Καλόν. Kalon. Zoals het hoort te zijn. [Z.p., 2013]. (150 genummerde en door De Mangeleer en Boudens gesigneerde exemplaren)